# Пасажири (фільм, 2009)
«Пасажири» — фільм 2009 року режисера Юргіса Тубеліса. Фільм створений за мотивами п'єси «Таксі навколо світу» російського драматурга Віктора Славкіна.

## Зміст
Все починається з того, що в машину до звичайного чоловіка без запрошення всідається нахабний пасажир, який просить довезти його і його дівчину в центр. Нехай водій авто і не працює таксистом, але погоджується ним ненадовго стати, коли чує про непогану винагороду. Так починається захоплива й інтригуюча історія, дія якої не виходить за рамки салону цієї машини і обмежується невеликою кількістю персонажів.

## У ролях
| Актор         | Роль    |
| ------------- | ------- |
| Айгарс Рунчис | водій   |
| Бінні Арберга | дружина |
| Гунтіс Крівмс | чоловік |
| Енріко Авотс  | поет    |
| Єва Ава       | дівчина |

## Випуск
Прем'єра відбулась 28 листопада 2009 року у торгівельному центрі «Mols» (Рига), покази в кінотеатрах розпочались з 4 грудня. Фільм демонструвався латиською мовою з російськими субтитрами. У 2010 році фільм брав участь у фестивалі «Кіношок».